# Старики-разведчики
«Старики-разведчики»  (нем. Kundschafter des Friedens) — немецкий художественный фильм 2017 года режиссёра Роберта Тальхайма с Хенри Хюбхеном в главной роли. Оригинальное название фильма является отсылкой к официальному обозначению иностранных агентов Восточной Германии.

## Сюжет
Бывший иностранный агент ГДР Йохен Фальк вышел в отставку и завербован БНД, поскольку избранный президент бывшей советской республики Качекистан и агент Франк Керн были похищены накануне Дня независимости. Не в последнюю очередь по личным причинам — именно Керн разоблачил его 30 лет назад — Фальк соглашается, но только при условии, что он сможет возродить свою старую команду в лице Джеки, Локка и не столь уж юного агента Гарри по кличке Ромео. Прибыв в Качекистан, ветераны спецслужб понимают, что времена кардинально изменились и теперь им недостаточно полагаться на все свои навыки.

## В ролях
- Хенри Хюбхен — Йохен Фальк
- Михаэль Гвиздек — Джеки
- Антье Трауэ — Паула Керн
- Томас Тиме — Локк
- Юрген Прохнов — Франк Керн
- Винфрид Глатцедер — Гарри
- Флориан Панцнер — Шелл
- Владимир Тарасянц — Дымов
- Юрий Шрадер — генерал Карпов
- Вальтер Крайе — охранник
- Милан Пешель — Марсель Вернер

## Восприятие
Франк Арнольд (epd Film) поставил фильму 4 звезды. Он похвалил актёрское исполнение, юмор и «динамичную музыку с преобладанием духовых инструментов».
Как отмечает автор Lexikon des internationalen Films Михаэль Ранце: «Забавная, слегка ироничная комедия, черпающая свой юмор из разрыва между ожиданиями и реальностью стареющих людей. Отсылки к шпионским фильмам 1960-х и 1970-х годов, а также игривое актёрское исполнение создают приятное развлечение, которое при этом подспудно рассказывает о серьёзных изменениях в жизни восточных немцев в результате воссоединения». По мнению критика, фильм заслуживает 3-х баллов из 5.